# 埃尔特哈尔 (奇里基省)
埃尔特哈尔（西班牙語：El Tejar）是巴拿马奇里基省阿兰赫区的一个城市。 该市面积为36.5平方（14.1平方英里），2010年时人口为1,961，故其人口密度为53.7名居民每平方（139名居民每平方英里）。 1990年时人口为1,164，2000年时人口为1,507。